# ناقل الطاقة
ناقل الطاقة أو حاملة الطاقة هي مادة (وقود) أو أحيانًا ظاهرة (نظام طاقة) تحتوي على طاقة يمكن تحويلها لاحقًا إلى أشكال أخرى مثل العمل الميكانيكي أو الحرارة أو لتشغيل العمليات الكيميائية أو الفيزيائية.
تشمل هذه الناقلات الينابيع والبطاريات الكهربائية والمكثفات والهواء المضغوط والمياه العادمة والهيدروجين والبترول والفحم والخشب والغاز الطبيعي . ناقل الطاقة لا ينتج الطاقة؛ فهو ببساطة يحتوي على طاقة مشبعة بنظام آخر.
وفقًا لمعيار آيزو 13600، يكون ناقل الطاقة إما مادة أو ظاهرة يمكن استخدامها لإنتاج أعمال ميكانيكية أو حرارة أو لتشغيل عمليات كيميائية أو فيزيائية. هو أي نظام أو مادة تحتوي على طاقة للتحويل كطاقة قابلة للاستخدام لاحقًا أو في مكان آخر.